# Bussi-Lamet
Bussi-Lamet fut un militaire français du XVIIe siècle.

## Biographie
Il était capitaine d'un escadron de cavalerie légère en 1627, sous les ordres du Maréchal de Schonberg, et participa notamment à la Bataille du pont du Feneau.
Le 20 avril 1634, Bussi-Lamet, alors gouverneur pour le roi Louis XIII dans l’archevêché de Trèves, poursuit des soldats du Saint-Empire romain germanique et les oblige à repasser le Rhin. Le 26 mars 1635, commandant à Trèves en l'absence de son père, il est surpris et attaqué par les espagnols. Il est d’ailleurs blessé au combat. Le 20 septembre, il défend à nouveau la place contre les soldats impériaux. Le 8 août 1637, Bussi-Lamet est nommé pour commander dans Guise l'ancienne cavalerie du roi et les gendarmes du cardinal de Richelieu. Il meurt ou le 9 septembre 1637 au siège de la capelle, ou le 20 novembre 1639 près de Quiers en Italie.